# Peter Blaho
Peter Blaho (ur. 1 stycznia 1939 w Nitrze, zm. 29 maja 2018) – słowacki prawnik i nauczyciel akademicki. Wraz z prof. Karolem Rebro był jednym z najważniejszych słowackich historyków prawa w dziedzinie prawa rzymskiego.

## Życiorys
W 1965 ukończył studia na Wydziale Prawa Uniwersytetu Komeńskiego w Bratysławie. Pracował w izbie adwokackiej, sądach. Od 1967 pracował na Uniwersytecie Komeńskiego. Prowadził wykłady z historii państwa i prawa. W 1978 otrzymał tytuł kandydata nauk, a w 1980 został docentem historii i prawa państwa.
W 1991 otrzymał tytuł profesora.
W latach 1999–2000 – dziekan Wydziału Prawa Uniwersytetu Trnawskiego. W latach 2000–2007 – rektor Uniwersytetu Trnawskiego.
Autor ponad 190 publikacji naukowych. Jest autorem pierwszego słowackiego tłumaczenia Instytucji Justyniana. We współpracy z Ministerstwem Sprawiedliwości założył i od 1993 roku redagował Bibliografię Prawniczą Słowacji. Przeprowadził i opublikował spis źródeł prawa i literatury prawniczej Słowacji.
Założyciel międzynarodowego czasopisma naukowego „Orbis Iuris Romani”. Journal of Ancient Law Studies”.
Zmarł 29 maja 2018 roku.

## Odznaczenia
- Pamiątkowy medal Uniwersytetu Karola w Pradze (1998);
- Komandor Orderu Świętego Grzegorza Wielkiego (2001)[4];
- Krzyż Pribiny I Klasy (2004)[6];
- tytuł doktora honoris causa Uniwersytetu Kardynała Stefana Wyszyńskiego w Warszawie (2008)[7];
- tytuł doktora honoris causa Uniwersytetu Trnawskiego (2016)[4]

## Wybrane publikacje
- P. Blaho Justiniánske inštitúcie – Corpus iuris civilis, Iura Edition, 2000, ISBN 80-88715-80-6
- K. Rebro, P. Blaho Rímske právo, Iura Edition, 2003, ISBN 808904753-X
- J. Svák, P. Blaho Právnická bibliografia 2001 - 2004, Eurokódex, 2006
- P. Blaho, J. Švidroň (zost.) Kodifikácia, europeizácia a harmonizácia súkromného práva, Iura Edition, 2005, ISBN 80-8078-054-4
- P. Blaho, J. Vaňková Corpus iuris civilis digesta (Tomus I.), Eurokódex, 2008, ISBN 978-80-89363-07-0
- P. Blaho, M. Židlická (zost.) Orbis Ivris Romani XIII., VEDA, 2009, ISBN 978-80-224-1076-2
- P. Blaho, M. Skřejpek Justiniánské instituce, Karolinum, 2010, ISBN 978-80-246-1749-7
- H. Hausmaninger, P. Blaho Praktické prípady z rímskeho práva, Wolters Kluwer, 2014, ISBN 978-80-7478-629-7
- P. Blaho, M. Skřejpek Digesta seu Pandectae. Justiniánská Digesta, Univerzita Karlova v Praze, 2015, ISBN 978-80-246-3063-2
- P. Blaho Držba v dejinách práva, VEDA, 2015, ISBN 978-80-8082-846-2